# Безтямний П'єро
«Безтямний П'єро» (фр. Pierrot le fou) — французько-італійська кримінальна драма 1965 року, поставлена режисером Жаном-Люком Годаром за романом Лайонела Вайта «Одержимість» (1962) з Жаном-Полем Бельмондо та Анною Каріною в головних ролях. Прем'єра стрічки відбулася 29 серпня 1965 року на 26-му Венеційському кінофестивалі де вона брала участь в основній конкурсній програмі . Фільм брав участь у відборі від Франції на здобуття кінопремії «Оскар» 1966 року у категорії за найкращий фільм іноземною мовою, але не був включений до списку номінантів.

## Сюжет
Фердинанд Гриффон (Жан-Поль Бельмондо) одружений з заможною італійкою, почуттів до якої не має. Йому нудно в колі знайомих, його стомлюють одні й ті ж розмови, але він надто ледачий, щоб вирватися з цього середовища. Таким його зробило забезпечене та безтурботне життя. Одного дня він з дружиною збирається на вечерю до її батьків, і їхній друг приводить свою знайому, Маріанну (Анна Каріна), щоб вона доглянула за їх дітьми. Маріанна виявляється давньою знайомою Фердинанда. У гостях він не затримується та їде додому, де застає її. Вони згадують минуле й вирішують кинути все й поїхати разом, щоб відчути, нарешті, смак життя. Маріанна має зв'язки з мафією, вона здійснює вбивство одного з членів угрупування, і вони з Фердинандом викрадають автомобіль злочинців, в багажнику якого знаходиться валіза з грошима. Переслідувані поліцією, вони спалюють автомобіль, а разом з ним і гроші мафії, та ховаються на безлюдному острові. Поступово їхнє життя знову стає одноманітним, і вони починають розуміти, що їх мало що пов'язує. Вони полишають острів і знову вирушають на пошуки пригод. У місті Маріанна потрапляє до рук мафії й повинна повернути вкрадені гроші. Вона знову здійснює вбивство і ховається. Це може коштувати життя Фердинанду, але йому вдається виплутатися. Через кілька місяців він знову зустрічає Маріанну, яка пропонує йому вигідну справу: вони з Фредом, якого вона видає за свого брата, продають його яхту і, отримавши гроші, позбавляються від покупців. Фердинанд погоджується, але після реалізації злочинного плану Маріанна ховається від нього з Фредом. Фердинанд знає, де їх шукати, і вирушає на острів, де розправляється з ними, після чого обмотує себе динамітом і підпалює гніт. Опам'ятавшись в останню мить, він гарячково намагається загасити його, але не встигає.

## У ролях
| • Жан-Поль Бельмондо | … | Фердинанд Гриффон, «П'єро»   |
| • Анна Каріна        | … | Маріанна Ренуар              |
| • Граціелла Гальвані | … | дружина Фердинанда           |
| • Дірк Сандерс       | … | Фред, брат Маріанни          |
| • Жан-П'єр Лео       | … | молодий чоловік у кінотеатрі |
| • Анрі Атталь        | … | 1-й заправник                |
| • Домінік Зарді      | … | 2-й заправник                |
| • Паскаль Об'є       | … | другий брат                  |
| • Раймон Дево        | … | чоловік у порту              |
| • Роже Дютуа         | … | гангстер                     |
| • Кріста Нелл        | … |                              |
| • Семюел Фуллер      | … | камео                        |

## Знімальна група
- Автори сценарію — Жан-Люк Годар
- Режисер-постановник — Жан-Люк Годар
- Продюсер — Жорж де Борегар
- Оператор — Рауль Кутар
- Композитор — Антуан Дюамель
- Монтаж — Франсуаза Коллін
- Художник-постановник — П'єр Гюффруа

## Нагороди та номінації
| Список нагород та номінацій       | Список нагород та номінацій | Список нагород та номінацій | Список нагород та номінацій | Список нагород та номінацій | Список нагород та номінацій |
| Кінопремія                        | Дата церемонії              | Категорія                   | Номінант(и)                 | Результат                   | Дж                          |
| --------------------------------- | --------------------------- | --------------------------- | --------------------------- | --------------------------- | --------------------------- |
| Венеційський кінофестиваль        | 1965                        | «Золотий лев»               | Безтямний П'єро             | Номінація                   |                             |
| Премія Британського кіноінституту | 1965                        | Сазерленд Трофі             | Безтямний П'єро             | Перемога                    |                             |
| Премія BAFTA                      | 1967                        | Найкращий іноземний актор   | Жан-Поль Бельмондо          | Номінація                   |                             |

## Факти
- Для Жана-Поля Бельмондо «Безтямний П'єро» став четвертим і останнім фільмом у Годара[4].
- Назва фільму мала викликати у французької аудиторії асоціації зі знаменитим грабіжником 1940-х років — П'єром Лутрелем, він же «П'єро Схибнутий» (фр. Pierrot le Fou), доволі романтизована версія злочинів якого викладена у фільмі Жака Дере «Банда», знятому за романом Роже Борніша.
- У 1965 році людина на ім'я Безтямний П'єро, прототип головного героя, був настільки відомий у Франції, що навіть згадки про нього були заборонені.[5]

### Знімання
Рішення про екранізацію кримінального роману «Одержимість» (автор — Лайонел Вайт) прийшло до режисера під час зйомок фільму «Сторонні» (1964 рік). Виконавцями головних ролей розглядалися Річард Бертон з Анною Каріною або Мішель Пікколі з Сільвією Вартан.
За майже рік підготовчого періоду Годар устигає зняти «Заміжню жінку» і «Альфавіль» та розлучитися з Анною Каріною (навіть бувши в розлученні, вона взяла участь у зйомках у парі з Ж.-П. Бельмондо).
Фільмування тривало два місяці, починаючи з травня 1965 року, і проходило на натурі або в реальних інтер'єрах. Знімальна група здолала маршрут від Лазурового берега до Парижа (у зворотному порядку дії фільму).

### Цитати та алюзії
Кінокритик у минулому, Годар робить у фільмі відсилання до кінематографічної класики: тут присутні цитати з «Пепе ле Моко» Жульєна Дювів'є та «Німеччина, рік нульовий» Роберто Росселліні. Герої згадують вестерн «Джонні Гітара», коміків Лорела і Гарді.
Аналог сцени тортур у ванні можна знайти в ранній роботі Годара під назвою «Маленький солдат». Таким чином, у фільмі є присутньою ще й автоцитата.
У одному з епізодів герой представляється ім'ям угорського оператора Ласло Ковача, а камео грає голлівудський режисер Семюел Фуллер.

### Реакція на фільм
Прем'єрний показ відбувся у серпні 1965 року в рамках 26-го Венеціанського кінофестивалю, де був сприйнятий досить вороже. При цьому стрічка стала найуспішнішою у творчості Годара з погляду прокатної долі, зібравши у Франції 1 310 579 глядачів.
«Безтямного П'єро» називали одним зі своїх улюблених фільмів Луї Арагон, Квентін Тарантіно, Шанталь Акерман, Мігел Гоміш, Ксав'є Долан.